# 中津川市立蛭川中学校
中津川市立蛭川中学校（なかつがわしりつ ひるかわちゅうがっこう）は、岐阜県中津川市にある公立中学校。
校区は蛭川全域であり、蛭川小学校の児童が進学する。

## 沿革
- 1947年（昭和22年）4月 - 恵那郡蛭川村に蛭川村立蛭川中学校として開校。蛭川小学校の校舎の一部を仮校舎とする。
- 1951年（昭和26年） - 現在地に移転。
- 1981年（昭和56年） - 新校舎（鉄筋コンクリート造）が完成。
- 1983年（昭和58年） - 屋内運動場が完成。
- 2005年（平成17年）2月13日 - 蛭川村が中津川市に編入される。同時に中津川市立蛭川中学校に改称する。